# Parigi-Roubaix 1969
La Parigi-Roubaix 1969, sessantasettesima edizione della corsa, fu disputata il 13 aprile 1969, per un percorso totale di 264 km. Fu vinta dal belga Walter Godefroot, giunto al traguardo con il tempo di 6h46'47" alla media di 38,939 km/h davanti ai connazionali Eddy Merckx e Willy Vekemans.
Presero il via da Compiègne 154 ciclisti, 35 di essi tagliarono il traguardo a Roubaix.

## Ordine d'arrivo (Top 10)
| Pos. | Corridore          | Squadra                   | Tempo    |
| ---- | ------------------ | ------------------------- | -------- |
| 1    | Walter Godefroot   | Flandria-De Clerck-Krüger | 6h46'47  |
| 2    | Eddy Merckx        | Faema                     | a 2'39"  |
| 3    | Willy Vekemans     | Goldor                    | s.t.     |
| 4    | Felice Gimondi     | Salvarani                 | s.t.     |
| 5    | Roger De Vlaeminck | Flandria-De Clerck-Krüger | s.t.     |
| 6    | Cees Zoontjens     | Caballero                 | a 10'25" |
| 7    | Cyrille Guimard    | Mercier-BP                | a 10'39" |
| 8    | Patrick Sercu      | Faema                     | s.t.     |
| 9    | Willy Bocklant     | Pull Over                 | s.t.     |
| 10   | Barry Hoban        | Mercier-BP                | s.t.     |